# Запис Вујчића храст (Липовица)
Запис Вујчића храст (Липовица) се налази на парцели чији је власник Вујчић Бранка.

## Локација
| Општина             | Деспотовац                                                                  |
| Катастарска општина | Липовица                                                                    |
| Потес               | Конине                                                                      |
| Координате          | 44° 09′ 50″ С; 21° 31′ 35″ И / 44.163899999999998° С; 21.526299999999999° И |
| Надморска висина    | 462m                                                                        |

## Карактеристике
Дендрометријске вредности утврђене на терену и сателитским снимцима:
| Стабло                     | Храст |
| Висина стабла              | m     |
| Обим дебла                 | m     |
| Пречник крошње             | 16m   |
| Пречник дебла              | m     |
| Висина дебла до прве гране | m     |

## База записа
Запис је у оквиру Викимедија пројекта "Запис - Свето дрво" заведен под редним бројем 0423.